# Tomáš Person
Pour les articles homonymes, voir Person.
Tomáš Person, né le 14 octobre 1998, est un coureur cycliste slovaque.

## Palmarès sur route

### Par année
- 2015
  - 3e du championnat de Slovaquie sur route juniors

### Classements mondiaux
| Année                                 | 2017  |
| ------------------------------------- | ----- |
| Classement mondial                    | 2072e |
| UCI Europe Tour                       | 1356e |
|                                       |       |
| Légende : nc = non classéSource : UCI |       |

## Palmarès sur piste

### Championnats de Slovaquie
- 2018
  -  Champion de Slovaquie du kilomètre
  -  Champion de Slovaquie de l'omnium
  -  Champion de Slovaquie du scratch
  - 2e du championnat de Slovaquie de l'américaine
  - 3e du championnat de Slovaquie de course aux points